# Kamagurkistan
Kamagurkistan was een Vlaams komisch radioprogramma uit 2002 op Studio Brussel, gepresenteerd door cartoonist Kamagurka en Tomas De Soete.

## Concept
Kamagurkistan was de opvolger van Studio Kafka. Het programma werd vanaf 5 mei 2002 elke zondag tussen 13 en 14u uitgezonden en bestond vooral uit Kama's absurde sketches. De muzikale intermezzo's waren nummers uit zijn eigen cd-collectie die wat meer airplay op mainstream radio verdienden, zoals Barnes & Barnes, The Butthole Surfers, The Residents en Frank Zappa.
Het programma speelde zich zogenaamd af in het land "Kamagurkistan", waar het "altijd 7.35 u is" en "eigen wetten en plichten" gelden. Tomas De Soete speelde de onwetende aangever die door Kamagurka voortdurend ingelicht werd over de gang van zaken in Kamagurkistan. 
Parallel met het programma doopte Kamagurka zijn wekelijkse pagina in het blad Humo ook om in "Kamagurkistan". Hij noemde later ook een van zijn zaalshows, "Welkom in Kamagurkistan".